# Биоэтика
Биоэ́тика (от др.-греч. βιός «жизнь» + ἠθική «поведение, поступки») — сфера междисциплинарных исследований, касающаяся нравственного аспекта деятельности человека в медицине и биологии, сформировавшаяся в середине XX века на стыке философских дисциплин (прежде всего этики), юриспруденции, естественных наук. Принципиально новая парадигма изучения человеком окружающего мира, сохранения его в условиях научно-технического прогресса, в том числе сбережения здоровья человека. Современная биоэтика — активно развивающаяся научная отрасль — имеет множество направлений (биоэтика окружающей среды или экологическая биоэтика, медицинская биоэтика, клиническая биоэтика), некоторые из них находятся в стадии формирования.
Термин «биоэтика» в отношении новой отрасли науки впервые употребил американский биохимик В. Р. Поттер (1969). По Поттеру, биоэтика призвана соединить «факты» и «ценности», ликвидировать разрыв между всё возрастающими техническими возможностями и знаниями, накопленными человечеством, и не таким активным осмыслением серьёзности влияния прогресса на общечеловеческие ценности.

## История
Впервые термин bioethics употребил Фриц Яр в 1927 году. В 1969 году упоминался американским онкологом и биохимиком В. Р. Поттером для обозначения этических проблем, связанных с потенциальной опасностью для выживания человечества в современном мире. Первое упоминание термина в медицинском журнале относят к 1971 году.
В Encyclopedia of Bioethics (т. 1, с. XXI) биоэтика определяется как «систематическое исследование нравственных параметров, — включая моральную оценку, решения, поведение, ориентиры и т. п. — достижений биологических и медицинских наук».
Позже биомедицинская этика формируется как учебная дисциплина в медицинских вузах. К вопросам биоэтики обращались и обращаются мыслители разных направлений. Например, известный японский специалист по истории буддизма Накамура Хадзимэ (1912—1999) в своих работах не раз касался проблем биоэтики.

## Направления биоэтики
В узком смысле понятие биоэтика обозначает весь круг этических проблем во взаимодействии врача и пациента. Неоднозначные ситуации, постоянно возникающие в практической медицине как порождение прогресса биологической науки и медицинского знания, требуют постоянного обсуждения как в медицинском сообществе, так и в кругу широкой общественности.
В широком смысле термин биоэтика относится к исследованию социальных, экологических, медицинских и социально-правовых проблем, касающихся не только человека, но и любых живых организмов, включённых в экосистемы, окружающие человека. В этом смысле биоэтика имеет философскую направленность, оценивает результаты развития новых технологий и идей в медицине и биологии в целом.

## Ключевые принципы медицинской биоэтики
К ним относятся:
1. Уважение свободы личности пациента. Этот принцип требует, чтобы пациентам всегда, если это возможно, оказывали поддержку и помощь и чтобы они могли принимать информированное добровольное согласие о своём лечении.
2. Непричинение вреда («не навреди»). Врач должен стараться не причинять ненужного вреда или травмы пациенту — как в ходе лечения, так и неоказанием требующейся пациенту помощи.
3. Милосердие/любовь к ближнему. Медицинские работники должны помогать пациентам в максимальной степени, какая только возможна в конкретных обстоятельствах. Это касается не только конкретных пациентов, но и общества в целом — например, включает в себя борьбу за предупреждение развития резистентности к антибиотикам.
4. Справедливость. В медицине этот принцип обычно означает равную доступность: обеспечение каждого согласно его/её нуждам, вне зависимости от способности платить; коллективное пользование (распределение) ресурсами для обеспечения всех медицинской помощью.

## Ключевые вопросы биоэтики

### Информированное добровольное согласие
«Всеобщая декларация о биоэтике и правах человека» (UNESCO, 2005):
- медицинское вмешательство осуществляется только с согласия человека;
- интересы человека главенствуют над интересами науки и общества;
- коллективное соглашение общества, или согласие лидера общества, или органа власти не подменяет согласие отдельного человека.

### Эвтаназия
Вопрос о приемлемости добровольного ухода из жизни становится всё более актуальным — по мере того, как растут технические возможности сохранения «жизни тела» — при вполне возможной «смерти мозга».

### Пересадка органов

#### Гомотрансплантация и аллотрансплантация
- Прижизненное изъятие органов.

В России прижизненное изъятие органов (в основном почки) допускается только от ближайших родственников, с обоюдного согласия участников.
- Использование органов от умерших людей.

Чем раньше будет пересажен орган погибшего от каких-либо причин донора, тем выше шансы на успех операции. Однако процедура фиксации смерти и её критерии до сих пор остаётся предметом дискуссий.
В России принята практика, при которой, если человек или его родственники не высказывались прямо против возможности использования органов после смерти, считается потенциальным донором.
Наиболее сложным вопросом остаётся доверие к службам, обеспечивающим изъятие органов (контроль за отсутствием злоупотреблений — потенциально опасными считаются прецеденты доведения больных доноров до смерти, неоказание должной помощи потенциальному донору, и даже изъятие органов у здоровых людей, под предлогом тех или иных искусственно навязанных врачом операций).

#### Ксенотрансплантация
Пересадка органов от животных к человеку по этическим соображениям; для мусульман или иудеев неприемлемыми могут быть ткани и органы свиньи, а для индуистов — коровы. Также ксенотрансплантация подвергается критике со стороны защитников прав животных и людей, считающих подобную практику неэтичной по отношению к животным.

### Аборт
Вопрос о возможности проведения медицинского аборта и о его допустимости решается законодательно в разных странах по-разному, в зависимости от светского или религиозного характера государства. Буддизм и индуизм отрицают возможность аборта, за исключением тех случаев, когда жизнь матери находится под угрозой. Католическая церковь и Православные церкви (в том числе Русская православная церковь) вслед за Василием Великим приравнивают аборт к убийству. В документе Основы социальной концепции Русской православной церкви говорится о гипотетической допустимости аборта для спасения жизни матери. Согласно официальной позиции Русской православной церкви, использование внутриматочных и гормональных средств контрацепции, имеющих абортивное действие, то есть вызывающие гибель человеческого существа в эмбриональный, переходный или плодный (фетальный) период жизни, приравнивается к совершению аборта.
В большинстве светских государств считается, что телесная автономия женщины даёт ей право распоряжаться своим организмом, а появление новой личности, обладающей правами, происходит в момент появления на свет. Поэтому во всех этих странах аборт разрешён.

### Стволовые клетки
В отдельных случаях для получения стволовых клеток используют эмбриональные ткани (чаще всего используют либо СК самого пациента, либо недифференцированные клетки бластоцисты). В некоторых странах запрещено использование абортивного материала для этой цели, в других странах явно разрешено только использование тканей, выращенных in vitro.
Альтернативой эмбриональным стволовым клеткам могут стать индуцированные стволовые клетки, которые получают омолаживающим перепрограммированием из клеток самого пациента. Это снимет проблемы биоэтики.

### Проведениеклинических испытаний
Проведение клинических испытаний новых лекарственных средств и вакцин необходимо для совершенствования методов терапии, поиска наиболее эффективных препаратов.
Раньше проведение таких испытаний не было столь масштабным, как теперь, а у врачей — было меньше сомнений в отношении возможности проявления тех или иных побочных эффектов или осложнений.
Современная фармакология приобрела значительный опыт в направлении проведения доказательных и этичных клинических испытаний. На формирование этого опыта оказали влияние и судебные иски пациентов, волонтёров, других категорий испытуемых, которые были зафиксированы за последние 50 лет.
В настоящее время основным требованием для участия в испытаниях является получение т. н. «информированного согласия» пациента или волонтёра.

### Суррогатное материнство
Технология суррогатного материнства запрещена в некоторых странах (Германия), но разрешена в России и на Украине. В каждой стране имеются особенности законодательства, по-разному нормирующие эту практику.

### Евгеника
Значительная часть проблем связана с потенциальной возможностью принятия тех или иных решений на основании данных о геноме человека, или же отдельных результатов биометрических тестов. Эти данные составляют врачебную тайну, и существует целый ряд опасений относительно их «нецелевого использования», в частности — для учёта этих данных при страховании, при приёме на работу.
Возможность пренатальной диагностики определённых характеристик эмбриона (пол, маркеры наследственных заболеваний, маркеры наличия изоферментных систем и др.) сегодня реально обеспечивает путь к изменению пула естественных генов человека.

## Российская Федерация
В 2001 году МЗ РФ была принята Программа по биоэтике.
Биоэтика, или этика жизни, является разделом этики. Биоэтика определяет, какие действия по отношению к живому с моральной точки зрения допустимы, а какие недопустимы.
Выступая в Коста-Рике в марте 1999, создатель термина, В. Поттер, сказал в заключение своего доклада: «Я прошу вас понимать биоэтику как новое этическое учение, объединяющее смирение, ответственность и компетентность, как науку, которая по своей сути является междисциплинарной, которая объединяет все культуры и расширяет значение слова „гуманность“».
Биоэтика является системным ответом на так называемые «проблемные ситуации» этико-правового характера, объективно возникающие под влиянием научно-технического прогресса в экологии, биологии и медицине, в частности — в современной клинической практике. Важную роль играет изменение социально-экономических факторов, глобализация, смешение культурно-религиозных традиций. Комплекс морально-этических проблем охватывает приложения биологии не только к социально-политической, но и ко всей гуманитарной проблематике, и включает наряду с биоэтикой биополитику, биотеологию и другие ветви науки.
Русская Православная Церковь представила свою официальную позицию по вопросам биоэтики в Основах социальной концепции, документе, принятом на юбилейном Архиерейском соборе в 2000 году (глава XII).

## Биоэтика в художественной литературе
Проблемы биоэтики рассматриваются в рассказе «Rana dalmatina» из сборника «Восковые куклы» Елены Мордовиной — о лягушке, которая используется для опытов на медицинском факультете университета.